# Estació de Pinar de Chamartín
Pinar de Chamartín és una estació de les línies 1 i 4 del Metro de Madrid i línia ML-1 de Metro Ligero, capçalera de les tres, 
situada abaix de la intersecció dels carrers Arturo Soria i Dalia, en el barri de Costillares del districte de Ciudad Lineal.

## Història i característiques
L'estació va ser inaugurada l'11 d'abril de 2007 per a les dues línies de Metro i el 24 de maig per al metro lleuger.
El servei en la línia 4 va permanéixer suspès entre el 13 de gener i el 10 de mars de 2 020 per obres en la línia. El servei en la línia 1 s'hi va prestar sense alteracions. Va existir un servei especial gratuït d'autobús que substituïa el tram Avenida de América - Pinar de Chaamrtín amb capçalera en les immediaciones de l'estació.
Amb la seva obertura s'ha beneficiat un important nombre de veïns del barri, i a més a més es va millorar el servei de les dues línies interurbanes amb capçalera en el barri, una amb destí Alcobendas (153B) i l'altra amb destí San Sebastián de los Reyes (152B). Aquestes línies, a causa de la seva baixa demanda foren substituïdes el 21 de setembre de 2011 per una altra línia que tracta de donar servei a les zones a les que donaven servei les línies anterior, la línia 158.
L'estació té un únic accés al carrer d'Arturo Soria a l'altura del nombre 330, per a arribar per aquest accés al vestíbul s'ha d'abaixar dos trams d'escales. Per a acceder a les línies de Metro cal abaixar més escales i per a anar a la línia ML-1 cal pujar un petit tram d'escales. L'estació té tres torniquetes: els que van cap al Metro, els que van cap al metro lleuger i els que comuniquen ambdós sense necessitat de sortir. Encara que aquests últims cal validar el bitllet per a anar a l'altre mig de transport, el transbordament és gratuït.
L'estació està decorada amb un mural metàliv de 25x5 metres i una unitat 477 dels antics tranvies de Madrid.

## Accessos
- Vestíbul Pinar de Chamartín
- Arturo Soria C/ Arturo Soria, 330.
- Ascensor C/ Arturo Soria, 330.

## Línies i connexions

### Metro i Metro lleuger
| línea                       | estación >        | cabecera >> |
| --------------------------- | ----------------- | ----------- |
| Línia 1 del metro de Madrid | Bambú             | Valdecarros |
| Línia 4 del metro de Madrid | Manoteras         | Argüelles   |
| ML-1                        | Fuente de la Mora | Las Tablas  |